# Kaldbakur (Strandir)
Kaldbakur ist ein vulkanischer Berg im Bezirk Strandir in den Westfjorden Islands. Er erreicht eine Höhe von 508 m.

## Lage und Beschreibung
Kaldbakur befindet sich im Norden des Bezirks Strandir im Nordosten der Westfjorde an der Bucht Kaldbaksvík nicht weit von Trékyllisvík.
Unterhalb des gegenüber, d. h. südlich der Bucht Kaldbaksvík, gelegenen Berges Kaldbakshorn (525 m) Richtung Meer sieht man die Spuren eines Bergsturzes, der Kleif genannt wird.
Eine Schlucht im Kaldbakshorn trägt den Namen Svansgjá. Der Name bezieht sich auf eine Geschichte, die in der Sage von Njáll erwähnt wird: Das Schicksal von Svanur beim Fischen. Andere Fischer sahen ihn in den Berg hineingehen, wo er willkommen geheißen wurde.

## Geologie
Die beiden Berge Kaldbakur und Kaldbakshorn bestehen aus ca. 10–11 Millionen altem Basalt und wurden von den Eiszeitgletschern und anderen Erosionskräften in ihre heutige Form gebracht.
Ihre zur Seeseite hin kliffartigen Felsen verdanken sie dem nach der Eiszeit beträchtlich höheren Meeresspiegel.

## Besiedelung der Gegend
Von dem Landnahmemann Önundur Dreifuss Ófeigsson erzählen sowohl die Landnámabók als auch die Grettis saga Ásmundarson. Er soll am Fuße des Kaldbakur seinen gleichnamigen Hof an der Bucht Kaldbaksvík gegründet haben.
In der Nähe erkennt man auch Reste von Winterfischerdörfern.
Beim Hof Kaldbakur befand sich eine katholische Kapelle, die aber seit Beginn der Reformation nicht mehr benutzt wurde.
Seit 1967 ist der Hof verlassen, sein Land wird von einem Nachbarhof bewirtschaftet. Der Ort ist im Winter sehr durch Lawinen gefährdet, die auch 1994/95 auf das Haus fielen.
Im Inneren der Bucht Kaldbaksvík, auf den Hveratungur, kann man Quellen mit bis zu 70 °C heißem Wasser finden.

## Verkehrsanbindung
Über die Erosionshänge der beiden Berge Kaldbakur und Kaldbaksvík schlängelt sich zwischen Berg und Meer die Straße 643 nach Djúpavík und Gjögur.